# Zeven dwergen (Sneeuwwitje)
De zeven dwergen zijn een groep personages uit het sprookje Sneeuwwitje, dat voor het eerst is opgetekend door de Gebroeders Grimm in hun verzameling sprookjesverhalen Kinder- und Hausmärchen (1812) onder KHM53. De zeven dwergen zijn vooral bekend geworden door de animatie film Sneeuwwitje en de zeven dwergen (1937) van The Walt Disney Company.

## Verhaal
De zeven dwergen zijn een groep dwergen die leven in een klein huisje en werken in de dichtbijgelegen mijnen. Ze dragen de namen van de week: Zondag (de oudste), Maandag, Dinsdag, Woensdag, Donderdag, Vrijdag, Zaterdag (de jongste). Ze zijn geen harde werkers, erg lui en rusten meestal bij de grote boom. Soms werken ze in de ijzermijn. Hun huisje ruimen ze niet op. Sneeuwwitje komt bij hun huisje terecht nadat de jager haar verteld heeft dat ze moet vluchten uit het koninkrijk van haar boze stiefmoeder.
Als de zeven dwergen thuiskomen, zijn ze zich er onmiddellijk van bewust dat iemand stiekem hun huisje heeft betreden. Terwijl ze bespreken wie dit kan zijn geweest, ontdekken ze Sneeuwwitje die ligt te slapen in het zevende bedje. Het meisje ontwaakt de volgende dag en verklaart wat er is gebeurd, waarna de dwergen medelijden hebben met haar. Ze zeggen Sneeuwwitje toe dat ze zo lang kan blijven als ze wil, op voorwaarde dat ze hun huis schoonhoudt, kookt, de bedden opmaakt, wast, strijkt en alles ordelijk houdt. Ze manen Sneeuwwitje voorzichtig te zijn wanneer ze alleen is en voor niemand open te doen als ze aan het werk zijn in de mijn.
Wanneer de boze stiefmoeder langskomt, vermomd als een vrouw, die haar koorden verkoopt en omdoet voor een korset, weet ze Sneeuwwitje bijna te verstikken. De dwergen komen net thuis van hun werk en weten Sneeuwwitje uit haar benarde situatie te bevrijden. Als de boze koningin opnieuw langs komt - dit keer als kammenverkoopster - en Sneeuwwitje een vergiftigde kam weet te verkopen, zijn de dwergen opnieuw in de buurt om haar te redden. Dan verschijnt de koningin opnieuw, nu als boerin die Sneeuwwitje een giftige appel verkoopt. Dit keer kunnen de dwergen haar niet helpen, omdat ze de bron van het kwaad waardoor Sneeuwwitje is geraakt niet kunnen achterhalen. Ze denken vervolgens dat Sneeuwwitje dood is en leggen haar in een glazen kist. Na enige tijd verschijnt een prins, die op doorreis is. Hij raakt onmiddellijk verliefd op Sneeuwwitje, wegens haar oogverblindende schoonheid. De zeven dwergen geven toe aan zijn verlangens en dragen als zijn onderdanen de kist naar een onderkomen van de prins. Door het schudden van de kist tijdens het transport schiet een stuk van de appel uit haar keel, waardoor Sneeuwwitje ontwaakt.

## In populaire media
In de Disney versie uit 1937 en de gelijknamige live-action remake uit 2025 verschenen de zeven dwergen onder de volgende namen:
- Doc (Ned: Doc) - is de leider van de groep. Doc draagt een bril en haalt soms zijn woorden door elkaar.
- Dopey (Ned: Stoetel) - is de enige van de dwergen die geen baard heeft, klunzig en stil is. Happy verklaart in het verhaal dat Dopey nooit geprobeerd heeft om te praten.
- Bashful (Ned: Bloosje) - is erg verlegen en lief, hij wordt omschreven als knap en heeft soms een blosje op zijn wangen.
- Grumpy (Ned: Grumpie) - is in eerste instantie niet blij met de aanwezigheid van Sneeuwwitje, maar later waarschuwt hij haar voor de dreiging van de aanwezigheid van haar boze stiefmoeder. Hij heeft de grootste neus en heeft vaak een oog dicht.
- Sneezy (Ned: Niezel) - dankt zijn naam aan het feit dat hij vaak extreem verkouden is (mogelijk wegens hooikoorts). Wanneer hij niest, vliegt alles door de kamer.
- Sleepy (Ned: Dommel) - is altijd slaperig en is in de meeste situaties erg laconiek.
- Happy (Ned: Giechel) - is de vrolijkste van de dwergen en verschijnt vaak met een lach op zijn gelaat.

## Trivia
In de film Grimm's Snow White (2012) komt Sneeuwwitje terecht bij elfen.